# Albertine Baclet
Albertine Baclet, née le 1er décembre 1922 à Grand-Bourg, est une femme politique française.

## Mandats
- Députée de Guadeloupe (1967-1968)
- Maire de Saint-Louis (1965-1971)
- Conseillère générale du canton de Saint-Louis (1958-1971)